# Индекс на телесния обем
Индекс на телесния обем (съкратено ИТО; на английски: Body Volume Index (BVI)) е показател за оценка на затлъстяване чрез измерване на разпределението на мазнините в отделните части на тялото. Методът е предложен през 2000 г. от британската компания Select Research (Бирмингам) като алтернатива на индекса на телесната маса, който не предоставя точна информация за рисковете от затлъстяване за всеки отделен пациент и не взема предвид разпределението на масата (повече или по-малко кости или мускули). Методът е претърпял клинични изпитания в САЩ и Европа като част от двугодишен проект „Body Benchmark Study“ . Методът се основава на използването на триизмерен скенер . Сравнявайки 3D модела на човешкото тяло с данните от МРТ, софтуерът на BVI е в състояние да изчисли разпределението на мазнините и в частност на висцералната мазнина, натрупана близо до корема (коремна мастна тъкан). Висцералните мазнини метаболитно активни, с високи нива, са известен рисков фактор за сърдечно-съдови заболявания и диабет II тип. Резултатите от измерванията и изчисленията представляват точни данни за съотношението на мазнините в талията към бедрата, общата телесна мазнина, процента на телесните мазнини, висцералната мастна тъкан, ИТМ и ИТО. Съществува и приложение Архив на оригинала от 2020-01-25 в Wayback Machine. на същата компания за Iphone, измерващо приблизително ИТО без лабораторни изследвания от две снимки (отпред и отстрани). От тези изображения се извлича силует и се създава 3D модел, от който могат да се изчислят подробни линейни и обемни измервания.